# Adalvard l'Ancien
Adalvard l'Ancien (mort vers 1064) est un ecclésiastique allemand. D'abord doyen de l’archidiocèse de Brême, il est envoyé dans le diocèse de Skara en Suède, comme évêque au début de la décennie 1060. Adam de Brême l'évoque dans son Gesta Hammaburgensis ecclesiae pontificum, et précise qu'il effectue des missions au  Värmland. La cathédrale de Skara conserve un calice portant  l' inscription Adalwardus Peccator (Adalvard le pêcheur). Il a comme successeur son homonyme Adalvard le Jeune.

## Sources
- Histoire des archevêques de Hambourg, suivie d'une Description des îles du Nord, texte traduit du latin, annoté et présenté par J-B Brunet-Jailly. Gallimard, collection l'Aube des peuples Paris, 1998  (ISBN 978-2-07-074464-0). Livre II,33 , Livre III, 15,16,77 ; Livre IV,23 & Scolies, 65,67,94,136,136.